# پاله ایهاگاما
پاله ایهاگاما (به لاتین: Palle Ihagama) یک منطقهٔ مسکونی در سری‌لانکا است که در استان مرکزی (سری‌لانکا) واقع شده‌است.